# Lista de episódios de Hank Zipzer
Hank Zipzer é um seriado de televisão sobre Hank Zipzer, um garoto que sofre de dislexia. O programa é baseado na série de livros de Henry Winkler, que interpreta o personagem de Sr. Rock, professor de música de Hank. A primeira temporada da série estreou em janeiro de 2014 no CBBC e uma segunda e terceira séries foram encomendadas. Ao contrário dos livros que ocorreram na América, a série ocorre na Grã-Bretanha. A segunda série começou a ser transmitida em 13 de agosto de 2015. Javone Prince fez sua primeira aparição como Sr Joy na 2ª temporada, episódio 5, "Herói do Hank". A terceira temporada começou a ser transmitida em 26 de maio de 2016, que foi seguida por um filme de Natal de 84 minutos em 12 de dezembro de 2016. Uma temporada da série foi confirmada pela Winkler.

## Episódios
| Temporada | Temporada | Episódios | Exibição original      | Exibição original      | Exibição no Brasil      | Exibição no Brasil |
| Temporada | Temporada | Episódios | Estreia                | Final                  | Estreia                 | Final              |
| --------- | --------- | --------- | ---------------------- | ---------------------- | ----------------------- | ------------------ |
|           | 1         | 13        | 28 de janeiro de 2014  | 22 de abril de 2014    | 27 de fevereiro de 2016 | 21 de maio de 2016 |
|           | 2         | 13        | 13 de agosto de 2015   | 5 de novembro de 2015  | TBA                     | TBA                |
|           | 3         | 13        | 8 de março de 2016     | 12 de setembro de 2016 | TBA                     | TBA                |
|           | Filme     | Filme     | 12 de dezembro de 2016 | 12 de dezembro de 2016 | TBA                     | TBA                |

## 1ª Temporada (2014)
- Nick James, Jayden Jean-Paul Denis, Chloe Wong, Felicity Montagu, Juliet Cowan e Madeline Holliday estão presentes em todos os episódios.
- Nick Mohammed está ausente por quatro episódios.
- Jude Foley está ausente por dois episódios.
- Neil Fitzmaurice está ausente por um episódio.
- Vincenzo Nicoli e Henry Winkler estão ausentes por três episódios cada.

| # (série) | # (temp.) | Título                                                                                              | Dirigido por    | Escrito por           | Produzido por    | Exibição original                             |
| --- | --------- | --------------------------------------------------------------------------------------------------- | --------------- | --------------------- | ---------------- | --------------------------------------------- |
| 1 | 1         | "Redação Catastrófica (BR)" "Classroom Catastrophe"                                                 | Matt Bloom      | Joe Williams          | Siobhan Bachman  | 28 de janeiro de 2014 27 de fevereiro de 2016 |
| A Sra. Adolf dá aos alunos uma tarefa para escrever uma redação sobre suas férias de verão. Com vontade de evitar escrever, Hank decide construir um modelo de férias das Cataratas do Niagara e demonstrar a experiência na classe. |           | |                 |                       |                  |                                               |
| 2 | 2         | "Meias da Sorte (BR)" "The Lucky Socks"                                                             | Matt Bloom      | Joe Williams          | Siobhan Bachman  | 4 de fevereiro de 2014 5 de março de 2016     |
| A escola anuncia sua competição anual de esportes e quiz da casa e Hank encontra-se forçado a experimentar a Casa Amarela. |           | |                 |                       |                  |                                               |
| 3 | 3         | "A Cortina Subiu, Minhas Calças Foram Para Baixo (BR)" "The Curtain Went Up, My Trousers Went Down" | Matt Bloom      | Joe Williams          | Siobhan Bachman  | 11 de fevereiro de 2014 12 de março de 2016   |
| Obter o papel principal na peça da escola deve ser motivo de celebração para Hank. Mas com o valentão da escola, McKelty decidiu obter o papel para ele e Hank lutando para aprender suas falas, não é tão fácil quanto ele pensava que seria. |           | |                 |                       |                  |                                               |
| 4 | 4         | "A Batalha dos Goblins (BR)" "Battle Of The Goblins"                                                | Matt Bloom      | Daniel Peak           | Siobhan Bachman  | 18 de fevereiro de 2014 19 de março de 2016   |
| Hank acidentalmente quebra o seu último projeto de ciência e Frankie tem que pegar as peças em vez de coletar o mais recente console de jogos ativado por voz, assim que lançar na loja. Ausente: Nick Mohammed como Sr Love, Henry Winkler como Sr Rock |           | |                 |                       |                  |                                               |
| 5 | 5         | "Hank Assombrado (BR)" "Haunted Hank"                                                               | Matt Bloom      | Dan Berlinka          | Siobhan Bachman  | 25 de fevereiro de 2014 26 de março de 2016   |
| Nick McKelty ultrapassa a marca quando ele escolhe a irmãzinha de Hank, Emily. Para se vingar, Hank decide fazer a casa assombrada mais assustadora do mundo. Ausente: Nick Mohammed como o Sr. Amor |           | |                 |                       |                  |                                               |
| 6 | 6         | "A Guerra das Palavras (BR)" "The War of Words"                                                     | Rebecca Rycroft | Bede Blake            | Ali Bryer Carron | 4 de março de 2014 2 de abril de 2016         |
| Stan e Emily se esforçam para lidar com as abordagens mais pouco ortodoxas de Hank e Rosa para estudar, e Hank começa a sentir a pressão quando Stan aposta seu cobiçado Topps Football Card contra seu rival mortal, Mick McKelty, o pai de Nick McKelty. Stan empurra Hank até agora que ele sai do time, mas quando seu pai come uma torta humilde e Hank vê o quão importante é que ele ganha a aposta, Hank faz o melhor para encontrar seu pai no meio caminho. Ausente: Henry Winkler como Mr Rock |           | |                 |                       |                  |                                               |
| 7 | 7         | "O Dia em que Reprovei em Química (BR)" "The Day I Flunked Chemistry"                               | Matt Bloom      | Madeleine Brettingham | Siobhan Bachman  | 11 de março de 2014 9 de abril de 2016        |
| Hank pensa que o novo menino Ben é totalmente legal e fica impressionado ao descobrir que o sentimento é mútuo. Mas Ben sentirá o mesmo se descobrir as dificuldades de aprendizagem de Hank? Hank não está disposto a correr o risco e então decide não lhe dizer. Esse plano tem consequências desastrosas quando Hank erra um experimento, levando ao gaseamento de Sra. Adolf e à evacuação do bloco de ciência. Ashley está apaixonado por Ben e Frankie está com ciúmes do novo amigo de Hank. |           | |                 |                       |                  |                                               |
| 8 | 8         | "O Desastre da Mortadela (BR)" "The Mortadella Disaster"                                            | Rebecca Rycroft | Joe Williams          | Ali Bryer Carron | 18 de março de 2014 16 de abril de 2016       |
| Hank recebe seu novo relatório e recebe notas ruins. Enquanto isso, um homem chamado Bob Bing gosta da nova receita de Rosa. Para esconder o relatório, Hank fica no moedor de carne de Rosa no Spami Salami, que termina na Mortadela de Rosa. Ausente: Jude Foley como McKelty, Henry Winkler como Sr. Rock |           | |                 |                       |                  |                                               |
| 9 | 9         | "Quem Ordenou o Bebê? (BR)" "Who Ordered The Baby?"                                                 | Rebecca Rycroft | Bede Blake            | Ali Bryer Carron | 25 de março de 2014 23 de abril de 2016       |
| Hank está satisfeito quando sua mãe diz que pode trabalhar no delicatessen para ganhar um novo par de mais recentes treinadores legais. Isso é até que ele tenha recebido sua última tarefa escolar, para cuidar de um bebê fino para o fim de semana. Apesar de suas melhores tentativas, Hank não pode fazer malabarismos com um bebê que chora e trabalhar. Ele decide se concentrar em obter os treinadores, mas o desastre ocorre quando ele acidentalmente acaba trocando seu bebê falso por um verdadeiro. Ausente: Neil Fitzmaurice como Stan, Vincenzo Nicoli como Papa Pete |           | |                 |                       |                  |                                               |
| 10 | 10        | "Eu Acho que Quebrei meu Pai (BR)" "I Think I Broke My Dad"                                         | Rebecca Rycroft | Mark Oswin            | Ali Bryer Carron | 1 de abril de 2014 4 de junho de 2016         |
| Stan está triste ao descobrir que Hank está evitando ele por causa de suas novas terapias de dislexia, então ele se torna um "pai legal". Quando ele acha que ele tem o direito de estar na banda Para o show de talentos, Hank deve parar seu pai se apresentando na banda no show de talentos! Ausente: Nick Mohammed como Sr Love, Vincenzo Nicoli como Papa Pete |           | |                 |                       |                  |                                               |
| 11 | 11        | "A Semana em que me tornei um Gênio (BR)" "The Week I Became a Genius"                              | Rebecca Rycroft | Ali Bryer Carron      | Ali Bryer Carron | 8 de abril de 2014 11 de junho de 2016        |
| A escola de Hank tem uma semana de temática americana, e Hank é feita para fazer uma apresentação sobre Einstein e se sente chateada quando descobre que Frankie e Ashley se uniram com McKelty. Ele também faz amizade com o menino do ano 6, Mason Williams, que está na Westbrook Academy for Transition Week. Ao encontrá-lo, Hank e Mason bond e, em pouco tempo, são bons amigos. Mason ajuda Hank com sua apresentação de Albert Einstein quando uma de suas cartas fica presa à mão dele. Hank, Frankie e Ashley se formam no final. |           | |                 |                       |                  |                                               |
| 12 | 12        | "Qualquer um para Lizard (BR)" "Anyone for Lizard"                                                  | Rebecca Rycroft | Lucy Guy              | Ali Bryer Carron | 15 de abril de 2014 18 de junho de 2016       |
| Hank não pode acreditar em sua sorte quando ele é escolhido para hospedar o estudante de intercâmbio japonês. Ele até mesmo logra lembrar-se de obter seu certificado de permissão assinado... apenas para McKelty para roubá-lo. Sem um recibo de permissão assinado, Hank corre o risco de não ter permissão para participar. Para mostrar o compromisso de Hank com o programa de intercâmbio, Rosa organiza um banquete japonês para Adolf e Mr Rock. O banquete termina em desastre: um lagarto escapado, grilos marinheiros e um desmaiado Stan, que cobre a Sra. Adolf com sushi. Tudo parece perdido, até que Rosa descobre a paixão secreta da Sra. Adolf: karaokê. Ausente: Vincenzo Nicoli como Papa Pete |           | |                 |                       |                  |                                               |
| 13 | 13        | "Meu Primeiro Dilema (BR)" "My First Date Dilemma"                                                  | Rebecca Rycroft | Joe Williams          | Ali Bryer Carron | 22 de abril de 2014 25 de junho de 2016       |
| Hank conhece uma garota legal, Zoe, na classe de leitura adicional do Sr. Rock e cai sobre os calcanhares apaixonados. Ashley e Frankie tentam descobrir sutilmente se Zoe tem um namorado, mas Hank está horrorizado quando ele descobre que sua abordagem deu o jogo a Zoe. As emoções que estão longe, Hank não pode comer, dormir e se meter em problemas na escola. Papa Pete aconselha Hank a abraçar suas emoções e Hank decide convidar Zoe para um encontro, mas acaba em desastre. Ausente: Nick Mohammed como Sr. Love, Jude Foley como McKelty |           | |                 |                       |                  |                                               |

## 2ª Temporada (2015)
- Nick James, Juliet Cowan, Neil Fitzmaurice e Madeline Holliday estão presentes em todos os episódios
- Jayden Jean Paul-Denis, Alicia Lai e Felicity Montagu estão todos ausentes por um episódio.
- Nick Mohammed está ausente por dois episódios antes de deixar o elenco no episódio "Dor de Cabeça".
- Javone Prince está ausente por dois episódios depois de entrar para o elenco no episódio "Herói do Hank".
- Jude Foley está ausente por sete episódios.
- Vincenzo Nicoli está ausente por quatro episódios.
- Henry Winkler está ausente por três episódios.

| # (série) | # (temp.) | Título                                                   | Dirigido por | Escrito por                      | Exibição                                                                                |
| --- | --------- | -------------------------------------------------------- | ------------ | -------------------------------- | --------------------------------------------------------------------------------------- |
| 1 | 14        | "Calamidade da Câmera (BR)" "Camera Calamity"            | Tom George   | Joe Williams                     | 13 de agosto de 2015 21 de agosto de 2016                                               |
| Todos os anos, a foto da escola de Hank coincide perfeitamente com o relatório da escola - ambos são terríveis. Mas este ano, Hank está certificando-se de que sua foto é perfeita - até McKelty arruiná-la com uma fonte de bebida efervescente. Hank pode ficar limpo e arrumado e voltar na frente da câmera antes que o fotógrafo se vá? E Emily terá seu lugar no Instituto de Excelência Científica sem que seus pais procurem para ela? Ausente: Henry Winkler como Sr Rock                                                                  |           |                                                          |              |                                  |                                                                                         |
| 2 | 15        | "Sem Quarto Para Dois (BR)" "No Room For Two"            | Matt Bloom   | Joe Williams                     | 20 de agosto de 2015 2016                                                               |
| Todos os anos, a foto da escola de Hank coincide perfeitamente com o relatório da escola - ambos são terríveis. Mas este ano, Hank está certificando-se de que sua foto é perfeita - até McKelty arruiná-la com uma fonte de bebida efervescente. Hank pode ficar limpo e arrumado e voltar na frente da câmera antes que o fotógrafo se vá? E Emily terá seu lugar no Instituto de Excelência Científica sem que seus pais procurem para ela? Ausente: Henry Winkler como Sr Rock                                                                  |           |                                                          |              |                                  |                                                                                         |
| 3 | 16        | "Cow Poo Caçada ao Tesouro (BR)" "Cow Poo Treasure Hunt" | Matt Bloom   | Joe Williams                     | 20 de agosto de 2015 2016                                                               |
| Quando ele não tem permissão para sair no shopping center com Frankie e Ashley, Hank decide mostrar a Stan e Rosa o quão capaz ele é, sendo a primeira pessoa a fazer isso através do campo de sobrevivência de fim de semana de Miss Adolf. Enquanto isso, Papa Pete tenta passar por um único dia de Emily ajudando na delicadeza. Ausente: Nick Mohammed como Sr Love, Henry Winkler como Sr Rock |           |                                                          |              |                                  |                                                                                         |
| 4 | 17        | "Dor de Cabeça (BR)" "Head Ache"                         | Tom George   | Lucy Guy                         | 3 de setembro de 2015 2016                                                              |
| O Sr. Love está saindo e Hank é jogado no modo de pânico quando a Srta. Adolf decide usá-lo como seu projeto de estimação para mostrar aos governadores que ela é a melhor candidata para ser a nova diretora. Enquanto isso, Emily anuncia que ela vai para a escola em casa, muito com horror para Stan e Rosa, que decidem que terão que tentar se tornar seus novos professores - se ela vai deixá-los! Última aparência como personagem principal: Nick Mohammed como Sr Love Ausente: Jude Foley como McKelty, Vincenzo Nicoli como Papa Pete |           |                                                          |              |                                  |                                                                                         |
| 5 | 18        | "Herói do Hank (BR)" "Hank's Hero"                       | Tom George   | Joe Williams                     | 10 de setembro de 2015 2016                                                             |
| Hank e Stan são atraídos para um frenesi quando ouvem esse novo diretor, o Sr. Joy - desejoso de dar um toque - traz seu jogador de futebol favorito, Alex Broman para a Westbrook Academy, para uma visita oficial. Alguns alunos sortudos serão escolhidos para um kickabout com seu herói, mas quando Hank se encontra em outra prisão de Adolf, parece que ele vai perder - ou ele é? Primeira aparição: Javone Prince como Mr Joy Ausente: Jude Foley como McKelty, Vincenzo Nicoli como Papa Pete                                             |           |                                                          |              |                                  |                                                                                         |
| 6 | 19        | "Dia Aberto (BR)" "Open Day"                             | Matt Bloom   | Joe Williams                     | 17 de setembro de 2015 2016                                                             |
| É "Dia Aberto" na Westbrook Academy e Hank tem grandes planos para mostrar possíveis recém-chegados que nem todos são tão aborrecidos como McKelty ou tão significativos como Miss Adolf. O Sr. Joy, porém, tem outras idéias ... Com vontade de manter todos os agitadores longe de sua grande assembléia para os futuros pais, ele exclui Hank e apenas para ter certeza, baniu Emily para a sala de música do Sr. Rock. Será realmente um Open Day sem Zipzer? Ausente: Vincenzo Nicoli como Papa Pete                                           |           |                                                          |              |                                  |                                                                                         |
| 7 | 20        | "Caçador de Cédula (BR)" "Ballot Box Hunter"             | Matt Bloom   | Jon Macqueen                     | 24 de setembro de 2015 2016                                                             |
| Quando um assento no conselho da escola de Westbrook fica disponível, Hank usa charme, personalidade e pastelaria de Rosa para tentar impedir que ele vá para McKelty. No entanto, Emily está tentando ganhar a eleição de outra maneira - convencendo a todos de que ela é muito legal para a escola. Ausente: Vincenzo Nicoli como Papa Pete |           |                                                          |              |                                  |                                                                                         |
| 8 | 21        | "Dia dos Namorados (BR)" "Valentine's Day"               | Matt Bloom   | Holly Phillips                   | 1 de outubro de 2015 2016                                                               |
| Hank tem o coração pressionado perguntando a Anya para a dança dos Namorados, mas logo descobre que este ano o dia dos Namorados está fazendo coisas engraçadas para as pessoas e Hank acaba em um pepino quando ele tenta agradar mais de uma garota. Enquanto isso, Rosa e Stan estão provando que, mesmo como adultos, o Dia dos Namorados pode ser um dia confuso. Ausente: Jude Foley como McKelty |           |                                                          |              |                                  |                                                                                         |
| 9 | 22        | "Camuflagem (BR)" "Camouflage"                           | Matt Bloom   | Adam G Goodwin & Jonathan Parkyn | 8 de outubro de 2015 2016                                                               |
| Com Emily no hospital tendo suas amígdalas para fora e um projeto de história devido, Hank decide que o melhor curso possível é levar Katherine - lagarta de Emily e melhor amigo - para a escola. Enquanto isso, no hospital, Stan está tentando provar a Rosa que ele não é exagerado - mais fácil dizer do que fazer quando tudo o que você quer fazer é passar para fora. Ausente: Javone Prince como Sr Joy, Jude Foley como McKelty, Henry Winkler como Sr Rock                                                                               |           |                                                          |              |                                  |                                                                                         |
| 10 | 23        | "O Aniversário do Hank (BR)" "Hank's Birthday"           | Tom George   | Madeline Brettingham             | 15 de O primeiro parâmetro é necessário, mas foi fornecido incorretamente! de 2015 2016 |
| É o décimo terceiro aniversário de Hank e ele quer a maior festa de todos os tempos. Infelizmente, Stan e Rosa têm outras idéias, então Hank decide ter uma festa secreta no arrama. Ausente: Javone Prince como Sr Joy |           |                                                          |              |                                  |                                                                                         |
| 11 | 24        | "A Nova Escola do Hank (BR)" "Hank's New School"         | Tom George   | Mark Evans                       | 22 de outubro de 2015 2016                                                              |
| Depois de uma outra noite de pais ruim, Stan está determinado a obter uma boa educação de Hank - em outra escola. Desesperado por não deixar Frankie, Ashley e Mr Rock para trás, Hank é forçado a fazer o impensável e lutar para ficar na Westbrook Academy. O Sr. Rock, por outro lado, encontra a oferta de um velho amigo para uma vida longe de Westbrook extremamente tentadora. Ausente: Jude Foley como McKelty |           |                                                          |              |                                  |                                                                                         |
| 12 | 25        | "Papa Pete Apaixonado (BR)" "Papa Pete in Love"          | Tom George   | Danny Peak                       | 29 de outubro de 2015 2016                                                              |
| Quando Hank obtém uma boa nota na escola graças ao apoio de seu pai, Hank decide encontrá-la uma nova namorada. O que poderia dar errado? De volta a casa, Emily tem um novo namorado e um Stan suspeito gralha-o sobre suas intenções ... até lá, ele percebe seu erro Ausente: Felicity Montagu como Srta Adolf, Jude Foley como McKelty |           |                                                          |              |                                  |                                                                                         |
| 13 | 26        | "Último Dia (BR)" "Last Day"                             | Tom George   | Jon Macqueen                     | 5 de novembro de 2015 2016                                                              |
| É o último dia do verão e Hank está determinado a passar sem uma detenção. Um incidente com um ovo na montagem muda tudo isso e Hank encontra-se em perigo de ser excluído da escola permanentemente. Nota: Este episódio apresenta clipes de episódios anteriores na 2ª temporada. |           |                                                          |              |                                  |                                                                                         |

## 3ª Temporada (2016)
- Jude Foley e Neil Fitzmaurice estão ausentes por um episódio.
- Javone Prince e Henry Winkler estão ausentes por dois episódios.
- Vincenzo Nicoli está ausente por três episódios.

| # (série) | # (temp.) | Título                                                                      | Dirigido por | Escrito por                      | Exibição                         |
| --- | --------- | --------------------------------------------------------------------------- | ------------ | -------------------------------- | -------------------------------- |
| 1 | 27        | "Tortura dos Professores (BR)" "Teacher Torture"                            | Matt Bloom   | Lucy Guy                         | 26 de maio de 2016 TBA           |
| Hank está ansioso para ter uma nova forma de professora na escola, em vez de Srta Adolf. No entanto, ele descobre que sua nova professora, Srta Goodison quer que a aula fale sobre seus sentimentos e problemas na aula. Pior ainda, ela quer que Hank discuta sua dislexia e o resto da aula para escrever poesia sobre ele. É demais para Hank e ele partiu, com a ajuda de Frankie e Ashley, para levar Adolf novamente. Enquanto isso, Rosa está tentando e não concordando com alguns novos aparelhos de alta tecnologia no Deli ... Ausente: Neil Fitzmaurice como Stan, Henry Winkler como Sr Rock |           |                                                                             |              |                                  |                                  |
| 2 | 28        | "Filme Isto! (BR)" "Vlog It!"                                               | Nick Collet  | Joe Williams                     | 2 de junho de 2016 TBA           |
| Os alunos de Westbrook tentam produzir os melhores vídeos e vídeos. Quando Hank é humilhado por Nick McKelty, ele promete superá-lo com seu próximo vlog. Mas Hank está realmente disposto a sacrificar a pouca dignidade que ele tem para ter sucesso? Enquanto isso, Stan e o antigo inimigo Mick McKelty (o pai de Nick) encontram-se enfrentando uns contra os outros quando ambos se inscrevem para o coro pós-escola do Sr. Rock. |           |                                                                             |              |                                  |                                  |
| 3 | 29        | "Zipzers e Aliens (BR)" "Zipzers and Aliens"                                | Matt Bloom   | Matt Bloom                       | 9 de junho de 2016 TBA           |
| Hank acidentalmente recebe as cópias de amigos da sensação de publicação mundial The Alien Adventures confiscadas pela Srta Adolf e tem que colocar as coisas antes que o próprio autor faça uma visita muito especial a Westbrook. Ausente: Vincenzo Nicoli como Papa Pete |           |                                                                             |              |                                  |                                  |
| 4 | 30        | "Educando o Zipzer (BR)" "Educating Zipzer"                                 | Matt Bloom   | Danny Peak                       | 16 de junho de 2016 TBA          |
| Uma equipe de filmagem está chegando à escola para fazer um documentário. Todo mundo entra na escola muito animado, particularmente o Sr. Joy, que pretende estar na tela o máximo possível. Por uma série de acidentes, Hank se torna a figura central no documentário, causando-se estresse e colocando uma pressão sobre o relacionamento dele com Frankie e Ashley (que deveriam estar compartilhando o centro das atenções com ele). O Sr. Rock tenta escapar da atenção indesejada da equipe do filme, enquanto Rosa tenta aproveitar a oportunidade para anunciar o Deli. Em última análise, cabe a Hank tentar resolver tudo, ganhar seus amigos de volta e voltar ao normal. Ausente: Vincenzo Nicoli como Papa Pete |           |                                                                             |              |                                  |                                  |
| 5 | 31        | "Hank Fica Bom (BR)" "Hank's Good Turn"                                     | Matt Bloom   | Mark Oswin                       | 23 de junho de 2016 TBA          |
| Há um inspector da escola que se aproxima e a escola deve estar no seu melhor comportamento. Enquanto isso, Hank está tentando fazer um bom turno para McKelty, mas acaba prejudicando-o mais. Hank gradualmente faz amizade com ele e eles ligam as caricaturas engraçadas de McKelty (mas levemente rudes) dos membros da equipe. No entanto, Hank acidentalmente os entrega para Adolf e uma perseguição acontece quando Hank e McKelty tentam recuperá-los. Eles finalmente os recuperam, apenas para Hank acidentalmente pressionar McKelty e sua cadeira de rodas descendo algumas escadas, ferindo ele e o Inspetor da Escola no processo. Enquanto isso, Rosa está farto na bagunça da casa e decide deixar todos os pratos, esperando que alguém receba a mensagem.                                                          |           |                                                                             |              |                                  |                                  |
| 6 | 32        | "Minha Namorada Têm Nadadeiras (BR)" "My Girlfriend Has Flippers"           | Matt Bloom   | Joe Williams                     | 30 de junho de 2016 TBA          |
| O Sr. Rock é encarregado de fazer uma assembleia sobre a vida marinha, muito para o aborrecimento de Adolf, que queria fazê-lo em primeiro lugar. Como Rock pairs Hank com Anya, Anya revela que eles não são mais um item. Hank nem sabia que estavam juntos! Hank então tenta vencer a Anya, mas o conselho de Frankie para ser legal e distante de Anya desaparece terrivelmente e ela se interessa mais por McKelty. Quando se trata da montagem final, Hanks economiza Anya de um enorme suporte colapsante e tudo é perdoado, mas Anya ainda tem más notícias para Hank. Enquanto isso, Emily inexplicavelmente encontra-se apaixonada por um menino com uma franja flexível e olhos brilhantes e ela tenta encontrar uma explicação científica para isso.                                                                      |           |                                                                             |              |                                  |                                  |
| 7 | 33        | "Hank Secreto (BR)" "Undercover Hank"                                       | Matt Bloom   | Joe Williams                     | 7 de julho de 2016 TBA           |
| Joy anuncia para a escola que ele deve receber um prêmio especial em reconhecimento de seu trabalho, mas nesse momento, o Sr. Love aparece, recém-chegado de sua turnê no livro, afirmando que o prêmio é para ele. Atrasa-se. Enquanto isso, Hank é erroneamente identificado como tendo pulverizado graffiti em uma parede e foi enviado para casa por Joy. Ele decide que sua única opção é voltar para a escola, disfarçada de menina, e tentar encontrar o culpado e limpar seu nome. Ele tem que esquivar as atenções indesejáveis de McKelty, e com a ajuda de Frankie e Ashley, ele consegue desmascarar o culpado. Participação Especial Nick Mohammed como Sr Love Ausente: Vincenzo Nicoli como Papa Pete |           |                                                                             |              |                                  |                                  |
| 8 | 34        | "Pernoitando na Escola (BR)" "School Sleepover"                             | Matt Bloom   | Adam G Goodwin & Jonathan Parkyn | 14 de julho de 2015 TBA          |
| O Sr. Rock está segurando uma idiota escolar patrocinada e é a melhor coisa alguma vez ... ou pelo menos seria se Hank também não tivesse que encontrar tempo para compensar anos de péssimos dias da mãe, fazendo com que sua mãe fosse o presente perfeito. Hank e amigos podem usar a pijama como cobertura para uma sessão de emergência de artesanato e design? Emily pode fugir trazendo a amada lagartixa Katherine para a escola? E os planos de Stan irão fazer com que Rosa seja a refeição ideal do dia das mães tão bem quanto ele espera? |           |                                                                             |              |                                  |                                  |
| 9 | 35        | "Operação: Pegadinha na Adolf (BR)" "Operation: Prank Adolf"                | Matt Bloom   | Jon MacQueen                     | 21 de julho de 2016 TBA          |
| O Primeiro de Abril está se aproximando e Hank está tirando todas as paradas para brincar com a inabalável Srta Adolf. Hank realmente pode encontrar uma maneira de superar o professor mais duro da Westbrook? Ele pode ter sucesso sem arruinar as chances do Sr. Rock de ganhar o novo prêmio de professores? Enquanto isso, Rosa planeja ensinar a Emily a alegria das brincadeiras de Primeiro de Abril - se Emily quer ou não aprender. |           |                                                                             |              |                                  |                                  |
| 10 | 36        | "Capitão Hank e as Ultimas Escolhas (BR)" "Captain Hank and the Last Picks" | Nick Collett | Jon MacQueen                     | 28 de julho de 2016 TBA /center> |
| Hank tem bebido latas de Goodness Fizz para ganhar equipamentos de jogos para a escola. Srta Luffkin, gerente de marca da Goodness Fizz, oferece Joy mais equipamentos esportivos em troca de uma campanha de branding na escola. A alegria, que está se apaixonando por seus encantos, aceita, mas a academia agora é marcada como um centro esportivo de elite, e Hank e os outros não-hopers esportivos não são permitidos. Enquanto isso, Emily está fazendo uma campanha difícil para que a Bondade Fizz seja banida e Ela descobre que é 95% de açúcar. Em última análise, Hank e seus Últimos Picks desafiam McKelty a um jogo de basquete na tentativa de obter acesso ao centro de elite - um confronto que é interrompido por uma campanha Emily. Ausente: Henry Winkler como Sr Rock                                       |           |                                                                             |              |                                  |                                  |
| 11 | 37        | "Natal em Julho (BR)" "Christmas in July"                                   | Nick Collett | Lucy Guy                         | 4 de agosto de 2016 2016         |
| Somente Hank Zipzer pensaria em realizar o Natal no meio do verão e apenas a família de Hank concordaria em deixá-lo fazê-lo. Logo a imaginação de Hank fica fora de controle e ele está convidando o Sr. Rock para se juntar à diversão de yuletide e planejar uma vaca para se vestir como uma rena. O planejamento perfeito de Emily salvará Hank de outro desastre? E o convidado inesperado do Sr. Rock, Miss Adolf, realmente salvar o dia? Ausente: Javone Prince como Mr. Joy, Jude Foley como McKelty |           |                                                                             |              |                                  |                                  |
| 12 | 38        | "Hank Está Fora! (BR)" "Hank Rocks Out!"                                    | Nick Collett | Mark Oswin                       | 5 de novembro de 2015 2016       |
| É essa época do ano novamente - mais uma vez, Srta Adolf está tentando fazer com que as vítimas se inscrevam para o seu campo anual de sobrevivência. Com um festival de rock que se encontra a poucas milhas do acampamento de Srta Adolf, Hank e amigos querem se esgueirar para ver sua banda favorita. Infelizmente, eles contaram sem o espetáculo favorito de Srta Adolf, Nick McKelty. Enquanto isso, Stan tenta impressionar a Rosa com sua espontaneidade, tentando distraí-la para o festival, enquanto Emily fica em casa para ensinar a Papa Pete e a seus amigos amantes do jogo os perigos de jogar contra uma garota super inteligente. Ausente: Javone Prince como Sr Joy |           |                                                                             |              |                                  |                                  |
| 13 | 39        | "A Salmoura Crocante (BR)" "The Crunchy Pickle"                             | Nick Collett | Joe Williams                     | 18 de agosto de 2015 2016        |
| Rosa tem a opção de mudar toda a família para Nova York e abrir uma nova filial da delicatessen, mas ela não quer mover Hank se ele for resolvido e indo bem na escola. Hank ouviu isso e - desesperado para se mudar para a América - se propõe a fazer mal na escola com problemas. Quando ele percebe que vai sentir falta de amigos, ele tenta reverter sua decisão, mas agora ele está com problemas com Srta Adolf e ele tem que tentar entrar em seus bons livros antes de uma reunião com Stan e Rosa. Ele falhou e nós cortamos para o delicatessen, onde um papai Pete lágrimas organizou um deixar. No entanto, torna-se claro que todos os membros da família estão realmente tendo dúvidas sobre deixar seus amigos e familiares para trás. - Nota: Este episódio apresentou clipes de outros episódios da 3ª temporada. |           |                                                                             |              |                                  |                                  |

## Filme de Natal (2016)
Foi confirmado que um filme de Natal de Hank Zipzer de 84 minutos será exibido no CBBC no Natal de 2016.
| Título | Dirigido por | Escrito por  | Exibição               |
| --- | ------------ | ------------ | ---------------------- |
| "O Natal Catastrófico de Hank Zipzer (BR)" "Hank Zipzer's Christmas Catastrophe" | Matt Bloom   | Joe Williams | 12 de dezembro de 2015 |
| Hank está correndo até o Natal enquanto se prepara para um novo bebê irmão. Mas a vida de Hank nunca corre sem problemas e, logo, Miss Adolf está transformando Rudolph, o Rock'n'R'Roll Reindeer do Sr. Rock, em uma Carol de Natal de uma mulher - dois inspetores da escola estão ficando feridos em um estranho acidente de trenó e o Sr. Joy está tentando cancelar o Natal completamente . Em sua tentativa de arrastar o triunfo dos maxilares brilhantes da desgraça, Hank vai patinar no gelo em um desastre, quase quebrou uma árvore de Natal em uma multidão, arrumando a si e a seus melhores amigos, pegue seu professor favorito despedido e perca o amor de sua vida. Desta vez, ele realmente deixou todos caírem. Certamente mesmo Hank não pode sair deste. |              |              |                        |